# 滋賀レイクスターズの選手一覧
滋賀レイクスの選手一覧は、滋賀レイクスに所属している選手・スタッフの一覧。

## 歴代ヘッドコーチ
1. ロバート・ピアス (08-10)
2. 石橋貴俊 (10-11.2)
  1. 根間洋一 (代行 11.2-11)
3. アラン・ウェストオーバー (11-13)
4. クリス･ベッチャー (13-14)
5. 遠山向人 (14-17)
6. ショーン・デニス (17-21)
7. ルイス・ギル・トーレス (21-22.11)
  1. 保田尭之 (代行 22.11-23.1)
8. ダビー・ゴメス (23.1-24)
9. 前田健滋朗 (24- )

## 背番号変遷
- 0 レイ・ニクソン (11-13, 14-15) - 小林遥太 (16-18) - ジョナサン・オクテウス (20-21)
- 00 ブランドン・フィールズ (13-14)
- 1 マイキー・マーシャル (09-11) - 岡田優 (11-12, 14-16) - 西裕太郎 (18-19) - 村上駿斗 (20-21) - ケルヴィン・マーティン(22-23)
- 2 ゲイリー・ハミルトン (09-11) - 斎藤拓実 (19-20) -  ウィル・クリークモア (20-21) - マーキース・カミングス(24-)
- 3 小島佑太 (08-10) - ジャメル・ホーン (16) - ファイ・サンバ (16-18) - 澁田怜音 (22-23)
- 4 クリス・シュラッター (09-10) - ジュリアス・アシュビー (11-12) - ジェフリー・パーマー (14-16) - 狩俣昌也 (19-21) -ライアン・クリーナー (23-24)
- 5 小川伸也 (08-15) - アレン・ダーラム (19) - ジョーダン・ハミルトン(20-21,22-23)
- 6 長谷川智伸 (16-18)-シェーファー・アヴィ幸樹(19-20) - 岡田泰希 (24-)
- 7 左官磨育 (08-09) - マイク・ミュラー (10) - 井上裕介 (12-16) - 並里成 (16-18) - 晴山ケビン (20-21) - テーブス海(22-23) - 游艾喆 (24-)
- 8 堀川竜一 (09-11) - ケジュアン・ジョンソン (15) - 田中大地 (16-18) - 二ノ宮康平 (18-19) - 宮本一樹(23-)
- 9 佐藤浩貴 (08-10) - 岡田優 (10-11) - 溝口秀人 (13-16) - 佐野太一 (17) - 小澤智将 (21-22)
- 10 アン・ソンス (08-09) - 波多野和也 (11-12, 15-16) - 紺野ニズベット翔 (18-19) - 山崎凛 (23-24)
- 11 藤原隆充 (08-13) - 佐藤卓磨 (18-20) - 今川友哲 (20-22)
- 12 石橋晴行 (08-11) - アルフレッド・アボヤ (12) - ヘンリー・ウォーカー(18-20) -  アンガス・ブラント (20-21) - ブロック・モータム(23-)
- 13 伊戸重樹 (11-13) - シェルトン・コルウェル (13-14) - 小林遥太 (14-18) - 中村 功平(18-20)  -  デイビッド・ドブラス(22-23)
- 14 テレンス・ウッドベリー (14-15) - 柏倉哲平(21-24) - 西田陽成 (24-)
- 15 宮城信吾 (11-12) - 寺下太基 (12-14) - 谷口光貴 (19-21) - キーファー・ラベナ (21-24)
- 16 野本大智 (20-)
- 17 星野京介 (21-23) - 常田耕平(24-)
- 18 本多純平 (11-13) - デクアン・ジョーンズ(23) - 大庭圭太郎 (24-)
- 19 ディオニシオ・ゴメス (11-14) - ジェフ・エアーズ (19-20)
- 20 マーシャル・ブラウン (13-14)
- 21 町田洋介 (08-09) - 加納督大 (14-16) - 田原隆徳(23-)
- 22 武田倫太郎 (14-15) - 樋口大倫 (16-19) - トビンマーカス海舟 (21-22) - 市岡ショーン (24-)
- 23 マイク・ホール (09-10) - 横江豊 (11-18) - チャールズ・ローズ (19) - ノヴァー・ガドソン (21-22) - テレンス・キング (22)
- 24 ブレイデン・ビルビー (08-09) - 仲摩純平 (12-14) - 高橋耕陽 (17-20) - ジャスティン・バーレル(23-24)
- 25 荒尾岳(18-20) - 江原信太朗 (23-)
- 27 眞庭城聖(23-24)
- 30 ジョシュ・ペッパーズ (11-12) - 鈴木友貴 (14-16)
- 31 城宝匡史 (09-11) - ガニ・ラワル (18-19)
- 32 ライアン・ローク (08-09) - ジュリアン・マブンガ (15-17)- 狩野祐介(17-20,22-23)-ハビエル・カーター(24-)
- 33 ボビー・ナッシュ (08-10) - ラマー・ライス (10-11) - ブライアント・マークソン (12-13) - クレイグ・ブラッキンス (17,19-20)
- 34 ウェイン・アーノルド (12-13,16) - 狩野祐介 (16-17) - 湧川颯斗 (22-24) - 長谷川比源 (24-)
- 35 伊藤大司 (18-21)
- 40 ルーク・ゼラー (09-10) - ディオール・フィッシャー (17-19）
- 41 吉澤周造 (13-14)
- 44 デイビッド・ウィーバー (16-17)
- 45 レイ・シェファー (08-11) - 鹿野洵生 (18-19) - 頓宮 裕人 (20-21)
- 50 オマール・サムハン (17)
- 54 クリス・ホルム (14-15) - 澤地サミュエルJr (17-18) - ジュリアン・デュクリー (25-)
- 55 ベンキー・ジョイス (18)
- 77 前田怜緒 (19-21) - 森山修斗 (21-)
- 91 佐藤浩貴 (10-11)
- 99 川真田絋也 (21-24)